# Спейс-эйдж-поп
Спейс-эйдж-поп (англ. space age pop, дословно — «поп космической эры») или bachelor pad music (дословно — «музыка холостяцкой берлоги») — это поджанр легкой музыки или лаунж-музыки, связанный с американскими и мексиканскими композиторами, авторами песен и руководителями групп в Космическую эру 1950-х и 1960-х годов. Она черпала вдохновение в современном увлечении технологиями, космическим пространством и «экзотическими» местами, используя новые аудиотехнологии, такие как стереофонический звук, многодорожечная запись и ранние электронные инструменты. Ирвин Чусид определяет расцвет жанра как «примерно 1954–1963 годы — от зари высокой точности (Hi-Fi) до появления The Beatles». Среди основных исполнителей этого жанра — Хуан Гарсия Эскивель, Лес Бакстер, Энох Лайт, Генри Манчини, Дик Хаймен и Жан-Жак Перре.
Среди основных влияний на спейс-эйдж-поп были композиторы-импрессионисты, такие как Морис Равель и Клод Дебюсси, джаз биг-бендов, гавайская музыка и современные латиноамериканские стили, такие как самба, мамбо и калипсо. Между спейс-эйдж-попом и современной экзотикой, сёрф-музыкой, красивой музыкой и лёгкой музыкой существует много общего, и её можно считать предшественником космической музыки или других форм эмбиент-музыки. Альбомы спейс-эйдж-попа часто имеют названия и обложки, связанные с научной фантастикой, с ракетами, космическими видами и современным дизайном середины века или подчеркивающие целевую аудиторию состоятельных, стильных холостяков в коктейль-барах и лаунжах.
Жанр пережил возрождение интереса в 1990-х годах, вместе со свинг-ривайвлом и тики-ривайвлом, которые опирались на родственные стили и эстетику. Современные группы, черпавшие вдохновение в этом стиле, имели смешанный подход: некоторые, такие как Combustible Edison, стремились чтить и верно возрождать этот стиль, в то время как другие, как, например, Mr. Bungle и Stereolab, обновили его с помощью современных влияний и предложили постмодернистский комментарий к воспринимаемому ориентализму и прославлению демонстративного потребления в стилях easy listening.